# Anni 1080
Gli anni 1080 sono il decennio che comprende gli anni dal 1080 al 1089 inclusi.

## Eventi, invenzioni e scoperte
- Fondazione della diocesi di Catania e inizio del cantiere della cattedrale di Sant'Agata

## Personaggi
- Ansgerio, vescovo di Catania
- Norberto di Prémontré (santo per la Chiesa cattolica)